# Ураково (Маріїнсько-Посадський район)
Ура́ково (рос. Ураково, чув. Уракӑвӑ) — присілок у складі Маріїнсько-Посадського району Чувашії, Росія. Входить до складу Приволзького сільського поселення.
Населення — 70 осіб (2010; 87 у 2002).
Національний склад:
- росіяни — 98 %